# Escaut-et-Meuse (département)

Pour les articles homonymes, voir Escaut-et-Meuse (homonymie).
L'Escaut-et-Meuse (departement van de Schelde en Maas, en néerlandais) était un département de la République batave, créé en 1798 et supprimé en 1801.
Son chef-lieu était Middelbourg.